# Draculoides warramboo
Espèce
Draculoides warramboo est une espèce de schizomides de la famille des Hubbardiidae.

## Distribution
Cette espèce est endémique du Pilbara en Australie-Occidentale. Elle se rencontre à une cinquantaine de kilomètres à l'ouest de Pannawonica vers Warramboo.

## Description
Le mâle holotype mesure 3,51 mm et la femelle paratype 4,76 mm, les mâles mesurent de 3,46 à 3,51 mm.

## Systématique et taxinomie
Cette espèce a été décrite par Abrams et Harvey en 2020.

## Étymologie
Son nom d'espèce lui a été donné en référence au lieu de sa découverte, Warramboo.

## Publication originale
- Abrams, Huey, Hillyer, Didham & Harvey, 2020 : « A Systematic Revision of Draculoides (Schizomida: Hubbardiidae) of the Pilbara, Western Australia, Part I: the Western Pilbara. » Zootaxa, no 4864(1), p. 1-75.